# Riverside
Riverside er en by i den amerikanske delstat Californien. Byen har 314.998(2020) indbyggere og er hovedbyen i Riverside County.
Nuværende borgmester i byen er Rusty Bailey.

## Venskabsbyer
Riverside har 6 venskabsbyer:
- Cuautla, Mexico
- Ensenada, Mexico
- Hyderabad, Indien
- Jiangmen, Kina
- Gangnam, Sydkorea
- Sendai, Japan
- Obuasi, Ghana